# Atreyu
Atreyu é uma banda americana de rock, formada em Yorba Linda, Califórnia, em 1998. A banda atualmente consiste no vocalista Brandon Saller, os guitarristas Dan Jacobs e Travis Miguel, o baixista Marc "Porter" McKnight e o baterista Kyle Rosa. O nome da banda vem de um personagem do romance alemão The NeverEnding Story. A banda fazia parte do selo independente Victory Records, porém assinou contrato com a Hollywood Records e com a Roadrunner em 2007.
Desde sua formação, Atreyu lançou nove álbuns de estúdio, sendo eles: Suicide Notes and Butterfly Kisses (2002), The Curse (2004), A Death-Grip on Yesterday (2006), Lead Sails Paper Anchor (2007), Congregation of the Damned (2009), Long Live (2015), In Our Wake (2018), Baptize (2021) e The Beautiful Dark of Life (2023), com alguns tendo vendido mais de 8 mil cópias.

## História

### O início, anos independentes,VisionseFractures in the Facade of Your Porcelain Beauty(1998 - 2001)
Originalmente chamada Retribution, a banda mudou seu nome para "Atreyu" em homenagem ao personagem de mesmo nome do livro de fantasia de Michael Ende, The Neverending Story. A mudança de nome veio por causa de uma mudança de membros e uma alteração em seu estilo musical. Em 1998, Atreyu lançou um EP independente de sete faixas intitulado Visions, inicialmente bastante ligado ao hardcore punk e post-hardcore, com os vocais gritados de Alex Varktazas. O EP foi vendido em suas apresentações ao vivo. Seu segundo lançamento foi um EP de cinco faixas intitulado Fractures in the Facade of Your Porcelain Beauty, lançado pelo selo underground Tribunal Records. O EP apresentava faixas que seriam retrabalhadas para lançamentos posteriores. Atreyu assinou com a Victory Records em 2001, e seus trabalhos mais aclamados pela crítica viriam desses lançamentos. A formação consistia originalmente em Alex Varkatzas (vocal principal), Dan Jacobs (guitarra principal), Travis Miguel (guitarra base) e Kyle Stanley (baixo). Na época dessa formação eles não tinham baterista até 1999, quando Ryan Saller convidou seu irmão mais novo, Brandon Saller, para ser o baterista do grupo.

### Contrato com a Victory Records eSuicide Notes and Butterfly Kisses(2001)
Em 2001, Atreyu assinou com a Victory Records, mais tarde lançando em 2002 o seu primeiro álbum de estúdio, Suicide Notes and Butterfly Kisses. Brandon Saller cantou para a banda como um segundo vocalista, que se tornaria mais prolífico em seus lançamentos posteriores, no entanto, para Suicide Notes and Butterfly Kisses, suas partes se limitaram a refrões. Videoclipes foram filmados para os singles "Ain't Love Grand" e "Lip Gloss and Black". O último vídeo encontrou airplay significativo no Headbangers Ball no outono de 2003, dando ao Atreyu parte de sua atenção mainstream inicial. Kyle Stanley saiu da banda e foi substituído primeiro por Chris Thomson, que gravou algumas faixas e os dois videoclipes de divulgação do álbum, mas depois foi substituído permanentemente por Marc "Porter" McKnight em 2004.

### The Curse(2004 - 2005)

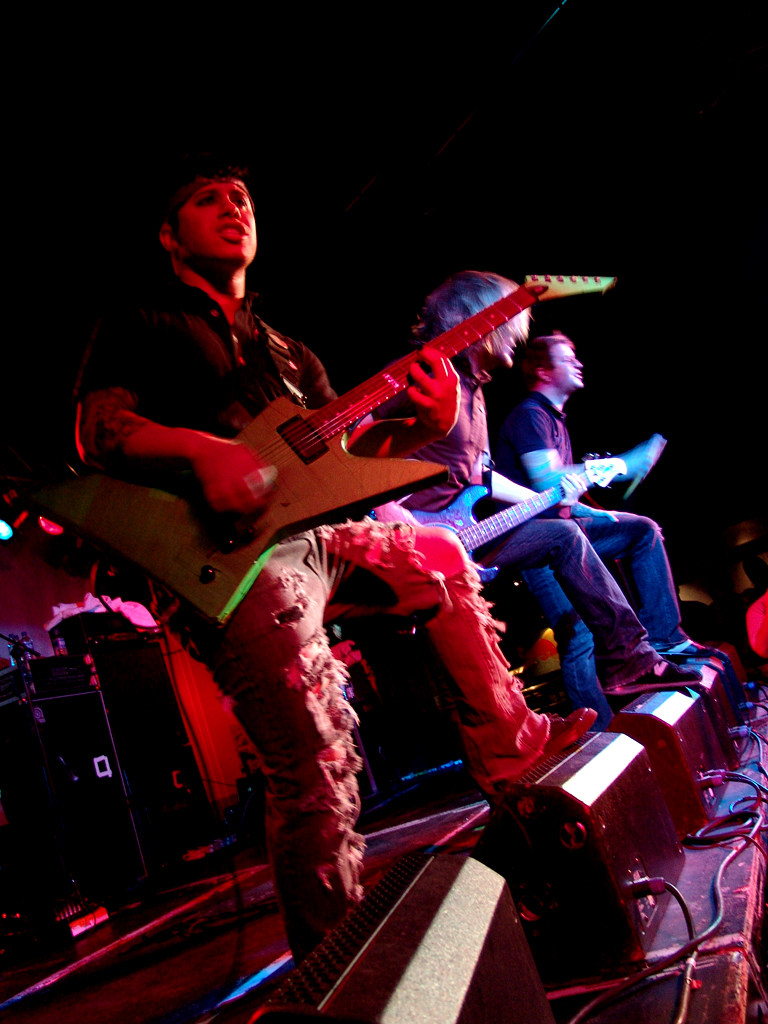
Atreyu durante um concerto em 2004; Dan Jacobs, Marc McKnight e Alex Varkatzas

O segundo álbum da banda, The Curse, foi lançado em 2004, vendendo 450.000 cópias  e levando a banda ao reconhecimento. O álbum gerou três singles, "Bleeding Mascara", "Right Side of the Bed" e "The Crimson".  O primeiro single, "Right Side of the Bed", foi lançado com uma boa recepção da crítica e fãs, e um videoclipe foi filmado estrelando as desportistas da WWE The Bella Twins. Para reforçar a concepção sombria do álbum, o single "The Crimson" abordou temas e letras de vampirismo, inspirados principalmente nas crônicas de Anne Rice. O videoclipe de "The Crimson" foi filmado mostrando a banda tocando a canção tanto em roupas brancas como em roupas pretas, terminando com a destruição do cenário e instrumentos em meio a chuva. Os vídeos de "Right Side of the Bed" e "The Crimson" alcançaram muita exibição em redes de televisão como MTV2 e FUSE. Em 2005 a banda apareceu na trilha sonora do filme Mr. and Mrs. Smith com um cover de "You Give Love a Bad Name" de Bon Jovi, que foi incluída na versão deluxe do álbum como última faixa. No mesmo ano, a banda gravou uma canção chamada "Her Portrait in Black" para trilha sonora do filme Underworld: Evolution. O videoclipe da canção presente nos extras do filme, mostra a banda em performance em uma sala sombria intercalando com as cenas do filme. "Her Portrait in Black" também apareceu como última faixa em algumas raras versões de seu próximo álbum de estúdio, A Death-Grip on Yesterday. "Right Side of the Bed" também apareceu na trilha sonora do videogame de corrida Burnout 3: Takedown.

### A Death-Grip on Yesterday(2006)

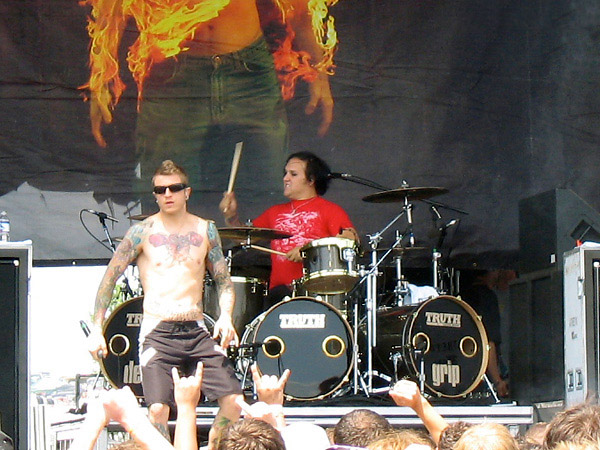
Alex Varkatzas e Brandon Saller (ao fundo) durante um concerto da banda em 2006

Atreyu lançou seu terceiro álbum de estúdio, A Death-Grip on Yesterday, em 28 de março de 2006. O álbum alcançou a posição 9 na Billboard 200, com vendas de 69.000. A banda ganhou ainda mais fama quando o primeiro single, "Ex's and Oh's", apareceu na trilha sonora de Madden NFL 07. O álbum foi dito por ter um equilíbrio entre os vocais melódicos de Brandon Saller e os gritos agressivos de Alex Varkatzas, e foi recebido com críticas positivas.

### Contrato com a Roadrunner Records eLead Sails Paper Anchor(2007)
No início de 2007, Atreyu assinou um contrato com a Hollywood Records e um contrato internacional com a Roadrunner Records. Com uma nova gravadora, a banda começou a preparar seu quarto álbum de estúdio, Lead Sails Paper Anchor. Um quebra-cabeça foi divulgado no site da banda, já que o objetivo era colocar todos os clipes de áudio do single "Becoming the Bull" na ordem correta, formando a música inteira. Lead Sails Paper Anchor foi lançado em 28 de agosto de 2007 e estreou no número 8 na Billboard 200 com vendas na primeira semana de 43.000 cópias. O lançamento americano do álbum teve uma faixa bônus, um cover da música "Epic" de Faith No More enquanto a faixa bônus européia e australiana era um cover de "Clean Sheets" dos Descendents. O álbum foi recebido com críticas mistas e foi uma mudança notável no som da banda.

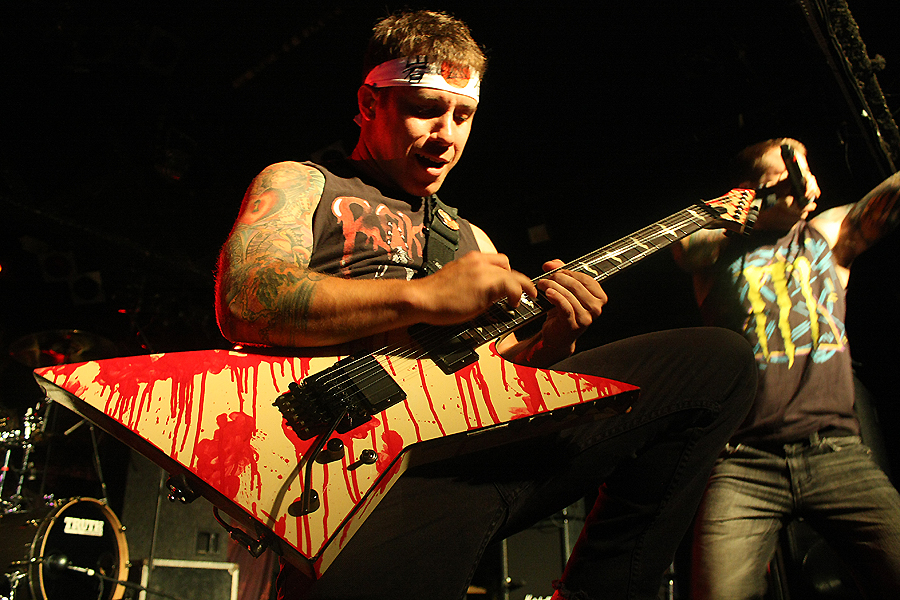
O guitarrista principal Dan Jacobs realizando um solo de guitarra na Espanha

Atreyu fez uma turnê nos Estados Unidos na turnê Taste of Chaos 2008, ao lado de bandas como Avenged Sevenfold, Bullet for My Valentine, D'espairsRay, Mucc e Blessthefall. A banda também fez turnê com os co-headliners de Avenged Sevenfold e Bullet for My Valentine na Austrália e Nova Zelândia. Eles também tocaram na turnê Taste of Chaos no Reino Unido, estrelando com Story of the Year e As I Lay Dying. Em 22 de abril de 2008, Lead Sails Paper Anchor foi relançado com uma nova capa, duas faixas bônus, um DVD e um livreto digital.

### Congregation of the Damned,Covers of the Damned, hiato e projetos paralelos (2009 - 2011)
O quinto álbum de estúdio de Atreyu, Congregation of the Damned, foi lançado em 27 de outubro de 2009. O álbum, que foi produzido por Bob Marlette (que trabalhou com Ozzy Osbourne e Airbourne) e mixado por Rich Costey (que trabalhou com System of a Down e Rage Against the Machine), foi considerado mais sombrio e pesado, tendo influências dos primeiros álbuns da banda. O álbum aborda algo "obscuro e perturbador". O vocalista Alex Varkatzas foi capaz de escrever sobre os temas mais sombrios e pessoais. De acordo com Varkatzas; 
| “ | É uma mistura de tudo o que já fizemos. Para cada música que é mais melódica ou movida pelo rock, há um peso total, eu acho que é isso que nos torna uma banda completa. | ” |

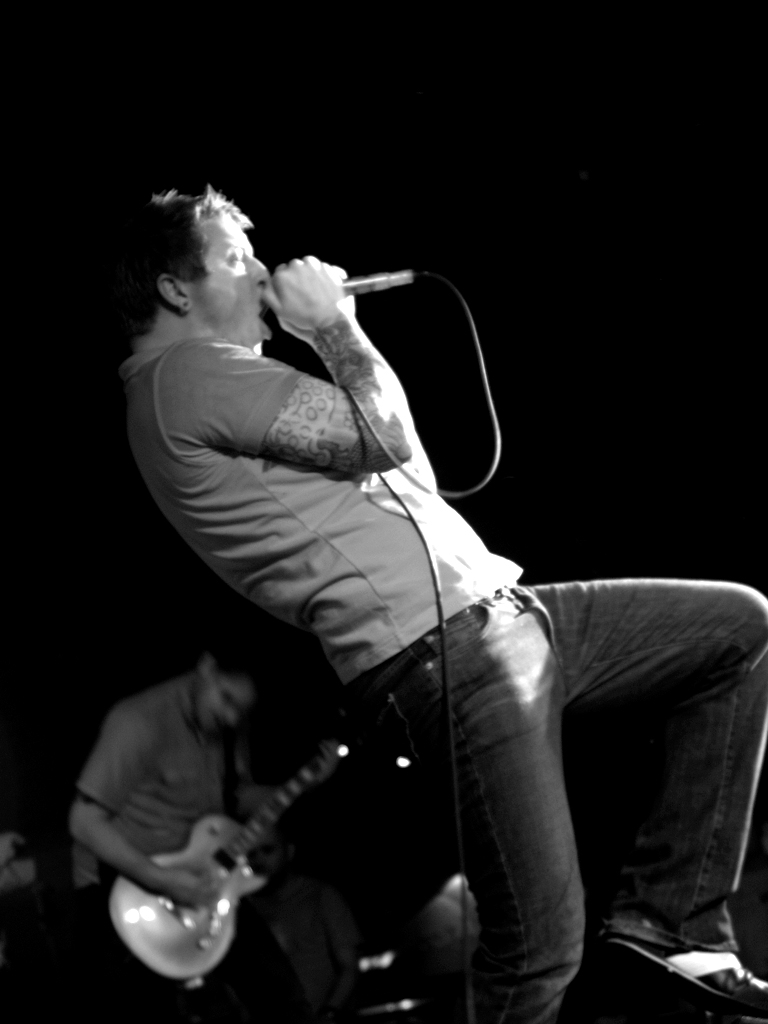
O ex-vocalista e letrista Alex Varkatzas em concerto com a banda

Atreyu começou uma turnê com Hollywood Undead, Escape the Fate e The Sleeping em outubro, e com promoção de canções de Congregation of the Damned como "Bleeding Is a Luxury" no K-Rockathon 14 no New York State Fairgrounds, Syracuse, Nova York, e "Gallows". Atreyu também promoveu o álbum com cinco webisodes, lançado quinzenalmente de 1 de setembro a 20 de outubro. Congregation of The Damned estreou em 18º lugar na Billboard 200, vendendo 27.412 cópias em sua primeira semana. Atreyu anunciou que gravariam um EP chamado Covers of the Damned com os companheiros de turnê Chiodos, Blessthefall, Endless Hallway e Architects (Reino Unido). Era para ser lançado em 12 de outubro, mas vazou na internet em 9 de outubro. Atreyu fez uma turnê pela Austrália em novembro de 2010 com o No Sleep Til Festival tocando na maioria das locações com Dropkick Murphys, Alkaline Trio, Megadeth e outros. Em dezembro, junto com Bring Me the Horizon, eles apoiaram Bullet for My Valentine em todo o Reino Unido.
Em janeiro de 2011, o vocalista Alex Varkatzas confirmou, em uma curta série de postagens no Twitter, que a banda estava dando uma pausa nas turnês e gravações para "recarregar as energias e focar em outras partes de nossas vidas". Nessas mesmas postagens no Twitter, Varkatzas também afirmou que estava trabalhando em um novo projeto com o vocalista do Bleeding Through, Brandan Schieppati, chamado I Am War. O projeto paralelo do baterista e vocalista Brandon Saller, Hell or Highwater (anteriormente chamado de "The Black Cloud Collective") gravou um álbum intitulado Begin Again lançado em 9 de agosto de 2011. Saller é o único vocalista principal desta banda, e este álbum não apresenta os mesmos elementos de metalcore de Atreyu, expressando um som semelhante a bandas como Breaking Benjamin e Three Days Grace, a banda usa apenas vocais limpos.
Em dezembro de 2011, Travis Miguel adicionou seus próprios esforços à lista de projetos paralelos do Atreyu com o Fake Figures e seu lançamento do EP Hail the Sycophants. Este projeto apresenta uma formação que inclui Miguel na guitarra, Rus Martin (Hotwire), Robert Bradley (Scars of Tomorrow) e Justin Pointer e Heather Baker, ambos ex-membros do Nightfall, um projeto em que o baixista Marc McKnight tocou em 2003 antes de se juntar ao Atreyu. Em julho de 2012, Steve Ludwig se juntou ao Fake Figures como seu novo baterista e por cerca de 18 meses entre 2013 e 2014, Travis tocou como guitarrista de turnê com o Trapt.
Em 11 de maio de 2013, a banda postou uma declaração pedindo aos seus fãs do Facebook que republicassem sua mensagem "se vocês querem que Atreyu escreva uma nova música para seus ouvidos sangrarem", com uma segunda declaração explicando que eles esperam retornar a um som que lembre mais seu segundo álbum de estúdio, The Curse.

### Reunião eLong Live(2014 - 2017)
Em 1 de julho de 2014, a banda anunciou oficialmente que eles estavam de volta fazendo novas músicas. Também foi anunciado que a banda planeja tocar ao vivo novamente, começando com um show principal no Chain Reaction em 11 de setembro de 2014, e uma aparição no Aftershock Festival em 14 de setembro de 2014.
Em 5 de setembro de 2014, a banda lançou uma nova música em sua conta do YouTube intitulada "So Others May Live" e está disponível em seu site oficial, gratuitamente. A banda foi anunciada como um dos atos a se apresentar no Sul pelo festival So What?! em março no QuikTrip Park em Grand Prairie.
Atreyu tocou no Knotfest do Slipknot no fim de semana de 25 e 26 de outubro de 2014.
Em 18 de abril de 2015, um vinil de "7 polegadas" foi lançado exclusivamente para o Record Store Day. "So Others May Live" foi apresentado no vinil seguido por uma nova música "When the Day Is Done". Apenas 1.000 cópias foram feitas.
Em abril de 2015, o novo álbum, intitulado Long Live, foi anunciado para ser lançado em setembro. Em 17 de julho de 2015, a banda lançou o videoclipe de seu último single autointitulado "Long Live" via YouTube.
Em 18 de setembro de 2015, o álbum Long Live foi lançado pela Spinefarm Records. Ele alcançou a posição 26 na Billboard 200. Long Live é o sexto álbum de estúdio da banda. É o primeiro álbum após o hiato desde Congregation of the Damned lançado em 2009.

### In Our Wakee saída de Varktazas (2018 - 2020)
Em 22 de maio de 2018, o Metal Injection relatou que o frontman do Atreyu, Alex Vakatzas, se reuniu com Lou Brutus do HardDrive Radio no Rock on the Range, e sugeriu que um possível novo álbum será lançado no outono de 2018.
Em 23 de agosto de 2018, Atreyu lançou um single intitulado "Anger Left Behind" e anunciou que seu próximo álbum, In Our Wake, será lançado em 12 de outubro de 2018. Em 11 de setembro, Atreyu lançou três singles, incluindo "Anger Left Behind", "In Our Wake" e "The Time Is Now" incluindo um videoclipe para a música "In Our Wake". Em 12 de outubro de 2018 foi lançado o sétimo álbum da banda, In Our Wake. O álbum foi lançado através da Spinefarm Records. Atreyu fez uma turnê para divulgar In Our Wake durante o outono de 2018. Memphis May Fire, Ice Nine Kills e Sleep Signals se juntaram para dar suporte.
Em 19 de agosto de 2019, Atreyu anunciou uma turnê de aniversário para comemorar os 20 anos da formação original da banda. O setlist para a turnê era um setlist de 20 músicas e foi escolhido pelos fãs em uma enquete online. A turnê abrangeu 27 cidades e contou com o apoio das bandas Whitechapel, He Is Legend e Tempting Fate.
Em 22 de agosto de 2020, começaram a circular notícias de que Alex Varkatzas, vocalista, letrista e um dos fundadores da banda havia se separado do grupo. Depois de alguns rumores, a banda anunciou oficialmente que estava se separando de Varkatzas em 30 de setembro.

### Baptize(2020 – presente)

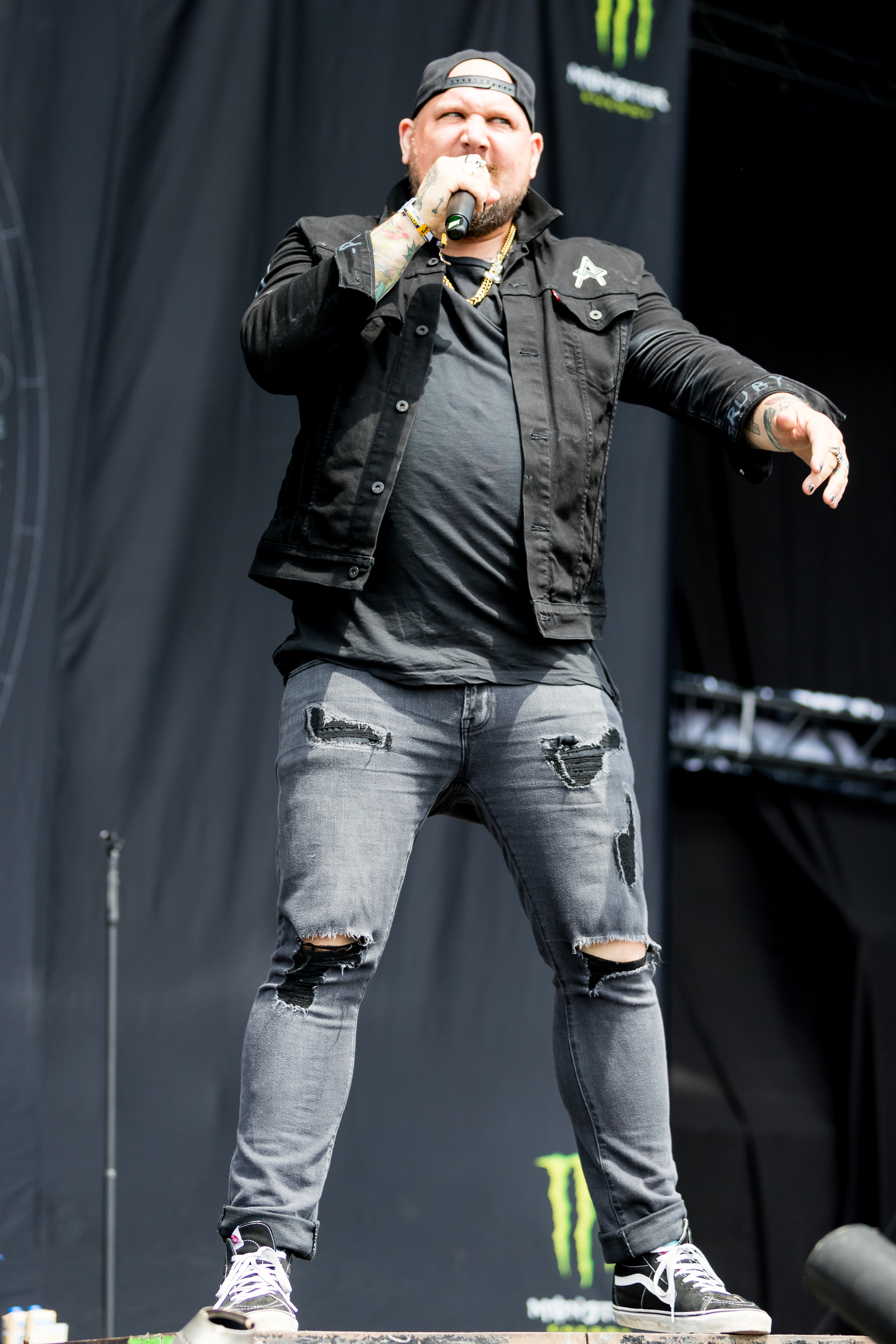
Com a saída de Alex Varkatzas, Brandon Saller tomou a dianteira como vocalista da banda

Em outubro de 2020, a banda lançou um single intitulado "Save Us". Eles também anunciaram várias mudanças na formação, incluindo a adição do novo baterista Kyle Rosa, já que Brandon Saller se concentraria apenas nos vocais limpos, enquanto isso, o baixista Marc McKnight se encarregaria dos vocais gritados que antes eram desempenhados por Alex Varktazas.
Em 4 de março de 2021, a banda anunciou seu próximo álbum de estúdio, Baptize, que teve seu lançamento em 4 de junho de 2021, pela Spinefarm Records. Antes do lançamento, eles também lançaram dois singles: "Warrior" com o baterista do Blink-182 Travis Barker e "Underrated".

## Características musicais

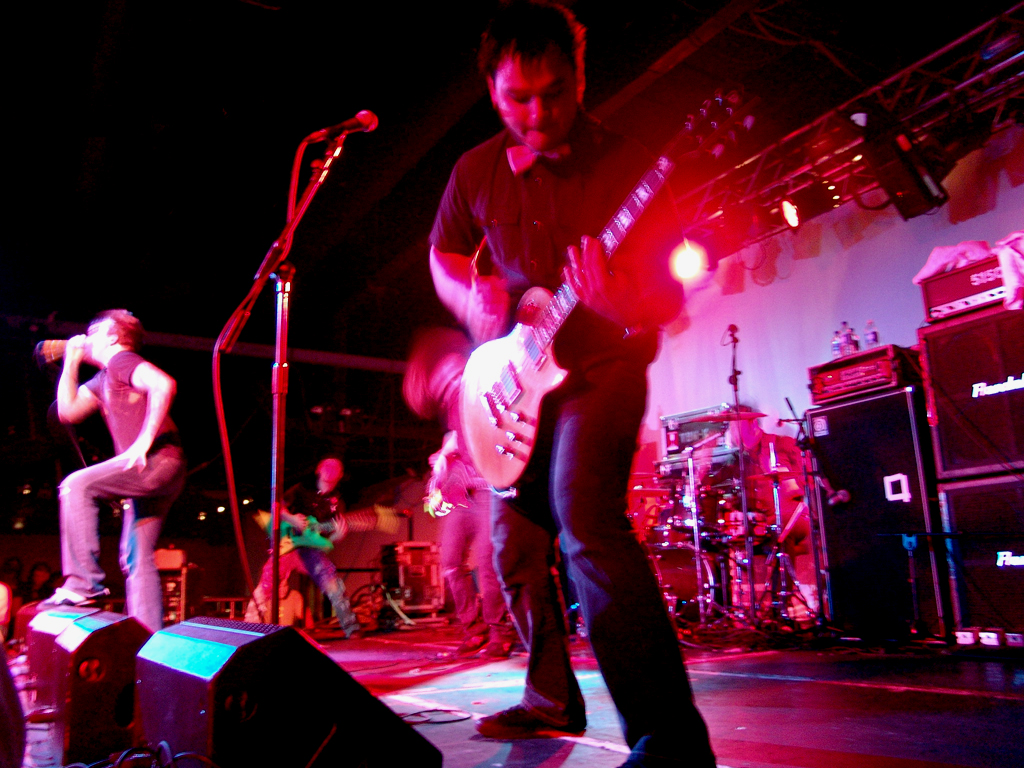
Atreyu em 2004. Alex Varkatzas e Travis Miguel.

A sonoridade do início da carreira de Atreyu foi descrita principalmente como post-hardcore e metalcore. De acordo com a PopMatters, seus dois primeiros álbuns de estúdio apresentaram elementos góticos e letras sombrias com temáticas de vampirismo, inspirados principalmente pelas crônicas de Anne Rice. Sua sonoridade também foi descrita como sombria e agressiva. De acordo com Adrien Begrand, a sonoridade da banda ainda apresenta outros elementos de vários estilos musicais, incluindo hardcore punk, metalcore melódico, gothic rock, emo, screamo, hard rock e metal alternativo. Em seus primeiros lançamentos, a banda foi uma das pioneiras ao fundir temas góticos e vampiros com post-hardcore e metalcore, influenciando uma geração de bandas como Aiden, Black Veil Brides, Motionless in White e Vampires Everywhere!.
Seu post-hardcore/metalcore sombrio também se refletiu em seu terceiro álbum de estúdio, A Death-Grip on Yesterday de 2006, embora a banda já demonstrasse inclinações ao metal alternativo em algumas faixas. Com o lançamento de seu quarto álbum de estúdio, Lead Sails Paper Anchor de 2007, a banda deixou a temática mais sombria dos primeiros álbuns a favor de um metal alternativo mais experimental, com influências de bandas da década de 1990 como Faith No More e alguns elementos eletrônicos, apresentando também influências de hard rock. 
Com o lançamento de seu quinto álbum de estúdio, Congregation of the Damned de 2009, a banda expressou o desejo de retornar ao seu som inicial, com a sonoridade voltando a ser influenciada pela atmosfera mais sombria e perturbadora de seus primeiros álbuns, assim como a sonoridade de todo o seu trabalho anterior. Segundo Brandon Saller, os temas de Congregation of The Damned "seguem uma linha semelhante" ao álbum de 2004, The Curse, mas sem as "coisas de vampiro".
Em Long Live de 2015, a banda seguiu com a premissa introspectiva do álbum anterior, porém de forma mais comercial com o lançamento e a promoção dos singles "So Others May Live", "Long Live" e seu retorno após o hiato de 5 anos.
Nos últimos anos, com a saída de Alex Varkatzas, a banda vem explorando ainda mais sons de metal alternativo e misturando aos  já conhecidos elementos de post-hardcore/metalcore de seus álbuns anteriores e acrescentando características mais comuns do rock. Em geral, a banda tem adotado uma sonoridade mais acessível percebida em álbuns como In Our Wake (o último com Alex) e Baptize, demonstrando influências de hard rock, metal alternativo e blues rock. Brandon Saller deixou a bateria e se tornou o vocalista principal, deixando a bateria a cargo principalmente de Kyle Rosa, enquanto que ocasionalmente durante os shows ao vivo ele toque bateria em algumas músicas. A função dos vocais gritados antes exercida por Alex, agora geralmente é exercida pelo baixista Marc "Porter" McKnight.
Alex Varkatzas desempenhou os vocais gritados para a banda, presente em quase toda a carreira do grupo desde o seu início em 1998 até sua saída em 2020. A característica mais marcante que definiu a sonoridade da banda em geral foi o contraste entre os gritos de Varkatzas que se revezavam com os vocais melódicos do baterista Brandon Saller, que até a época da formação e dos primeiros álbuns da banda, era algo incomum dentro do post-hardcore e metalcore.

### Influências
Em uma entrevista, o guitarrista Dan Jacobs afirmou que é um grande fã do rock dos anos 80. Ele então citou 
Eu amo todas essas coisas e acho que é uma geração em que a música foi bem feita e tento aplicar isso o máximo possível à nossa música.
 Ele também falou sobre a influência da cena metal de Gotemburgo. Algumas bandas que ele mencionou como influências para a banda são: Arch Enemy, In Flames, Soilwork e todos esses tipos de bandas.
Em entrevista ao Metal Underground, o baixista Porter McKnight falou sobre suas influências: 
Sou um grande fã de Johnny Cash e todo esse tipo de música. Todo o caminho para gostar de Bleeding Through e outras coisas, bem, eu não diria que eles são uma influência, eu acho porque eles são meio novos. Eu diria que a maioria das pessoas ou bandas agora surgiram do Green Day e posso dizer que se não fosse por eles, ame-os ou odeie-os, muitas dessas bandas agora o fariam estar existindo. Então, eu não diria que foi principalmente influência musical, mas me tirou do sério e me fez querer escrever, sabe?
Em entrevista ao Rock Sound, o ex-vocalista Alex Varkatzas afirmou: 
Isso vai soar um pouco arrogante, mas eu sou um cantor em uma banda. Acho que não nos encaixamos em nenhum gênero. Acho que somos difíceis de definir. Quando começamos, era um pouco mais fácil. Éramos uma banda de hardcore metálico com partes cantadas. Não havia mais nada assim quando estávamos fazendo isso. As pessoas ficam confusas e dizem 'vocês são uma banda de metalcore', mas nós inventamos o metalcore. Isso pode soar arrogante, mas eu não me importo. Nós antecedemos Poison the Well e Killswitch Engage e todas essas bandas. Eu tenho feito isso desde que eu tinha 12 anos.

## Integrantes

Atreyu no Rock am Ring 2019
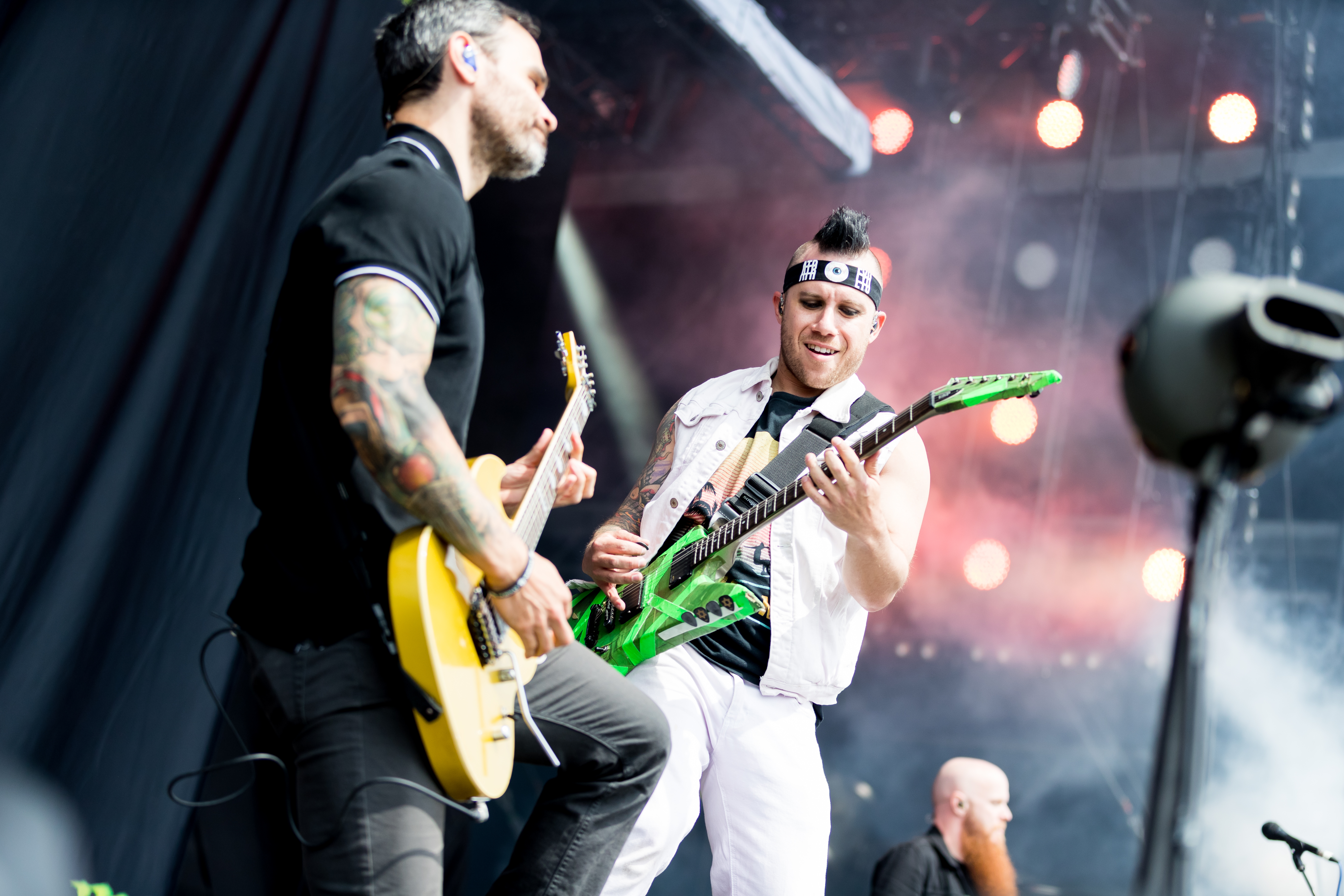
Os guitarristas Travis Miguel e Dan Jacobs
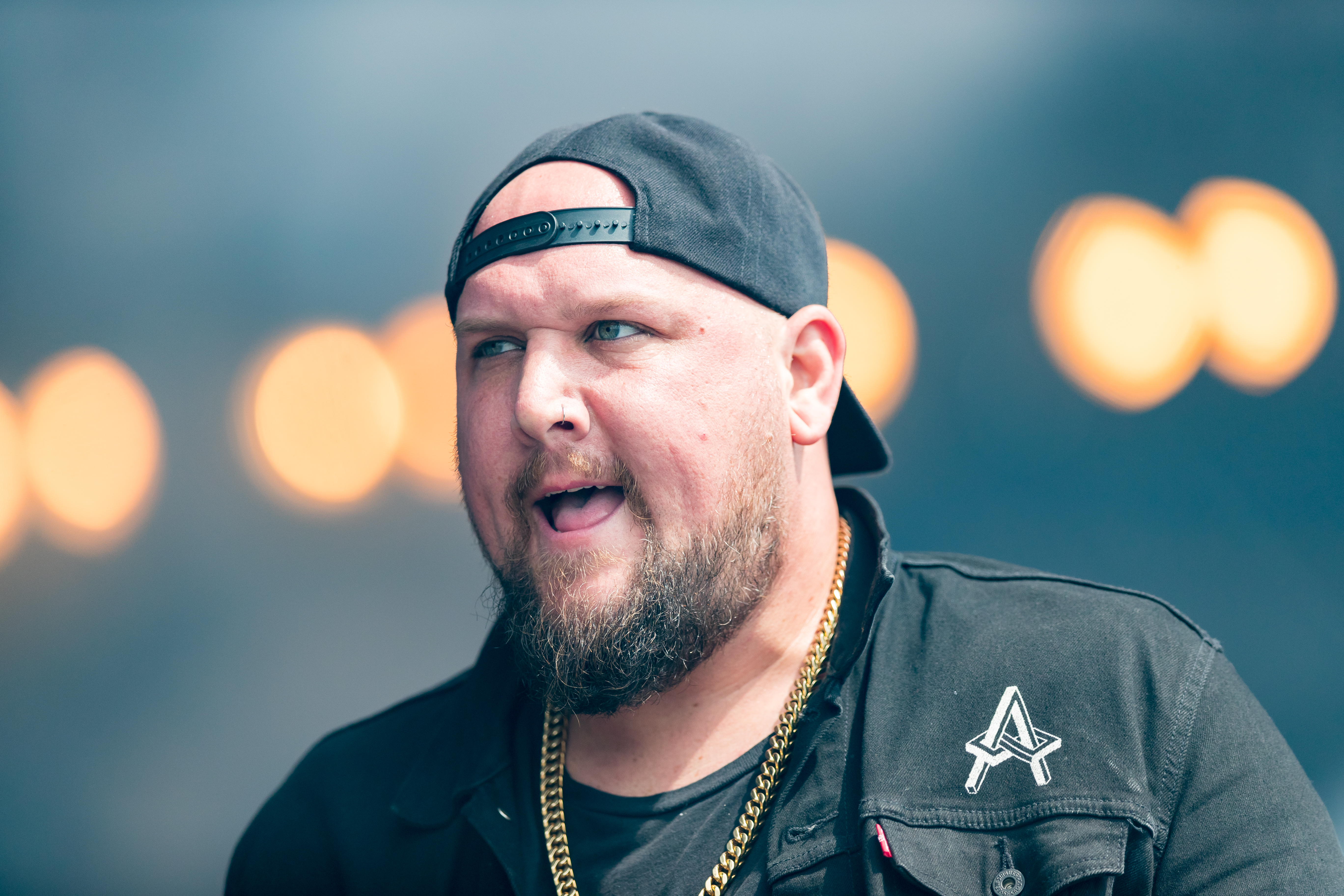
O vocalista Brandon Saller
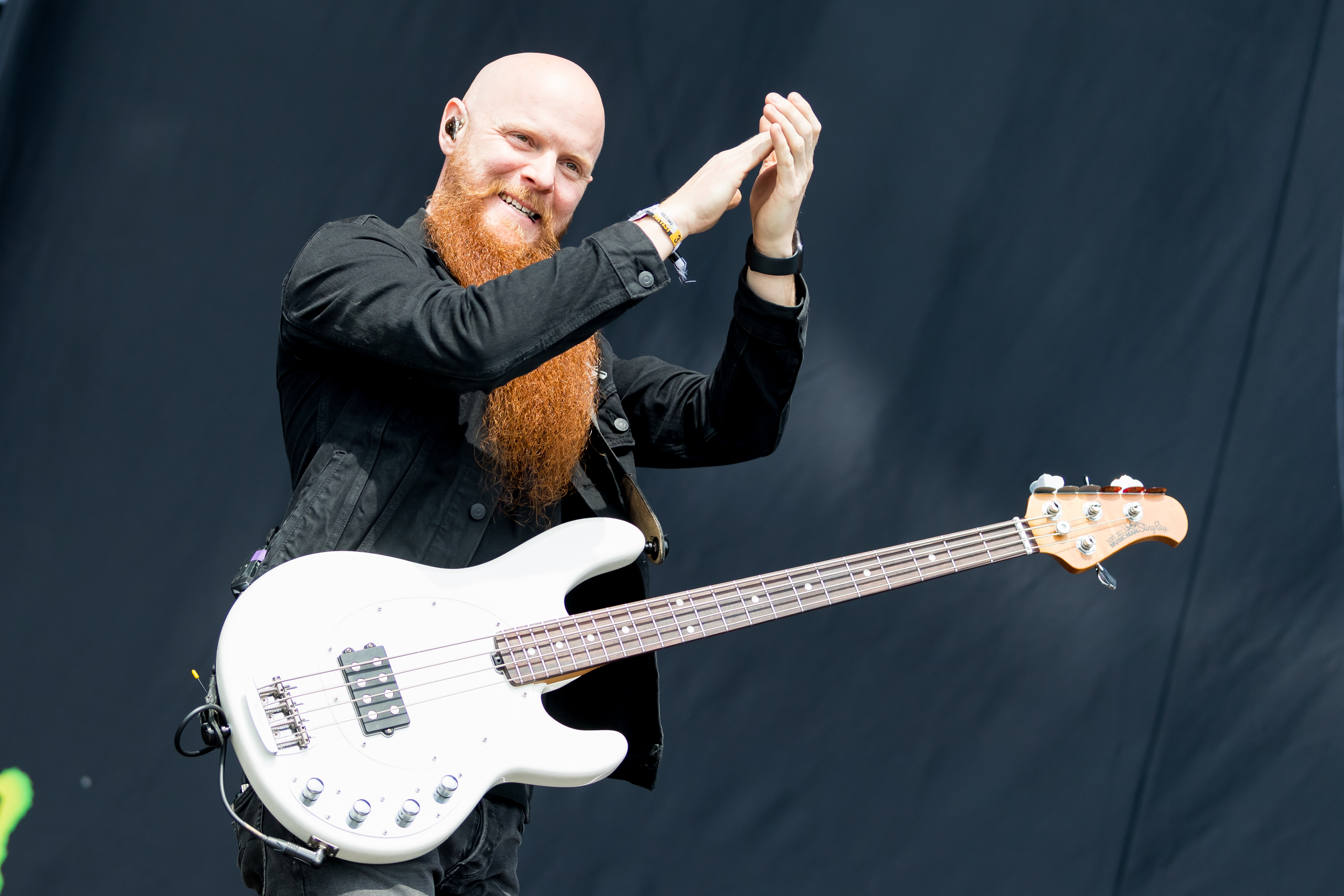
O baixista e vocalista de apoio Marc McKnight
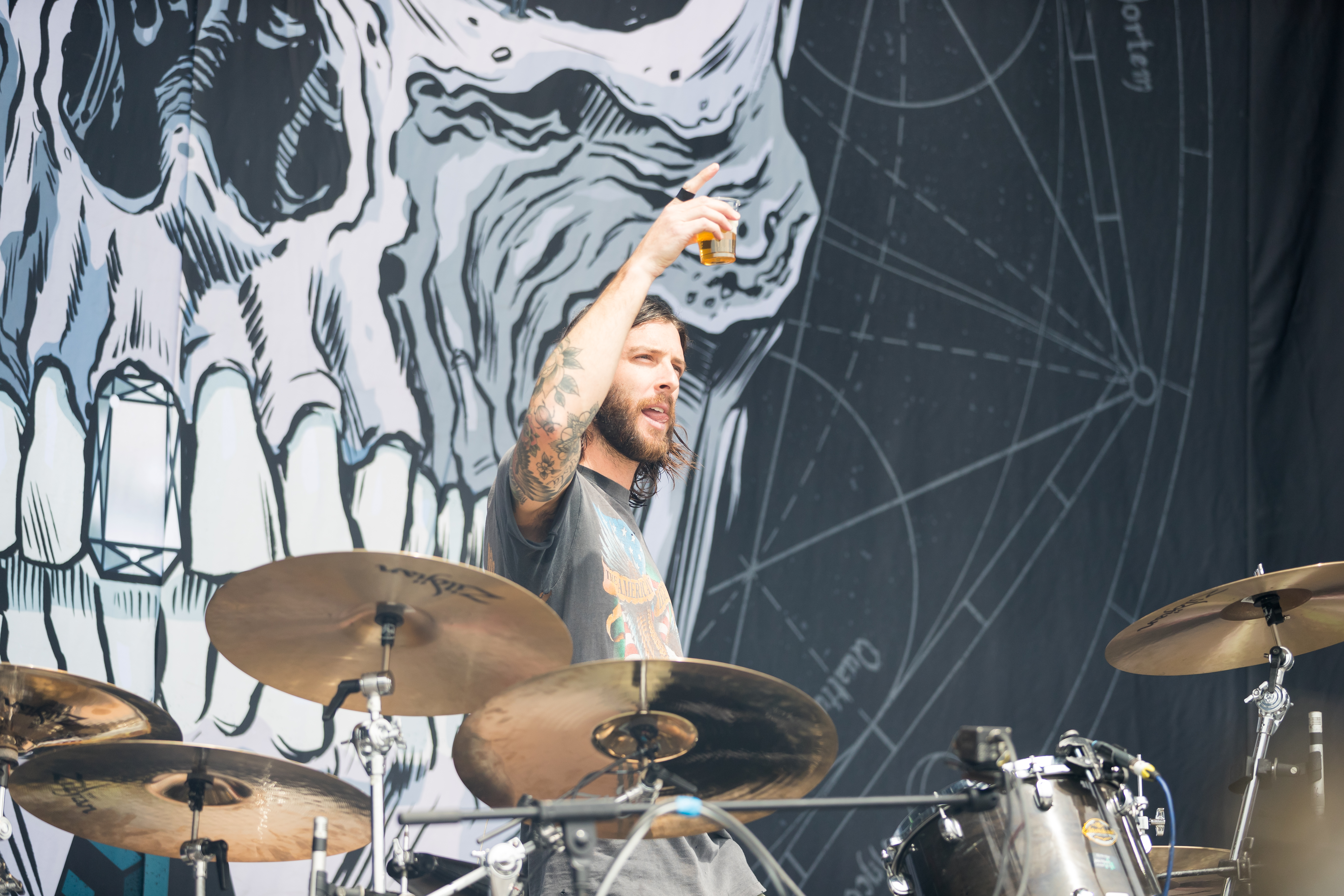
O baterista Kyle Rosa

| \| Atuais - Brandon Saller - bateria e vocal (1998-2020), Vocal (2020-presente) - Dan Jacobs - guitarra e vocal de apoio (1998-presente) - Travis Miguel - guitarra (2000-presente) - Marc "Porter" McKnight - baixo e vocal de apoio (2004-presente) - Kyle Rosa - bateria (2020-presente) \| Ex-integrantes - Brian O'Donnell - baixo e vocal de apoio (1998) - Kyle Stanley - baixo e vocal de apoio (1999-2001) - Chris Thompson - baixo e vocal de apoio (2001-2004) - Alex Varkatzas - vocal (1998-2020) \| 1. 2. 3. 4. 5. 6. 7. 8. 9. 10. 11. 12. 13. 14. 15. 16. 17. 18. 19. 20. 21. 22. 23. 24. 25. 26. 27. 28. 29. - Site oficial - Site brasileiro - Perfil da banda no MySpace | |
| Atuais - Brandon Saller - bateria e vocal (1998-2020), Vocal (2020-presente) - Dan Jacobs - guitarra e vocal de apoio (1998-presente) - Travis Miguel - guitarra (2000-presente) - Marc "Porter" McKnight - baixo e vocal de apoio (2004-presente) - Kyle Rosa - bateria (2020-presente) | Ex-integrantes - Brian O'Donnell - baixo e vocal de apoio (1998) - Kyle Stanley - baixo e vocal de apoio (1999-2001) - Chris Thompson - baixo e vocal de apoio (2001-2004) - Alex Varkatzas - vocal (1998-2020) |